# The Eddy
The Eddy est une mini-série américaine créée par Jack Thorne, coproduite et coréalisé par Damien Chazelle sortie en 2020 sur Netflix,.

## Synopsis
Auparavant adulé à New York, le pianiste Elliot Udo est à présent copropriétaire d’un club de jazz en faillite à Paris qu'il co-dirige avec Farid, dont les secrets vont avoir de sérieuses répercussions sur leur groupe de musique. La femme de Farid, Amira, soutient tant bien que mal le club. De son côté, Elliot entretient une relation amoureuse mouvementée avec Maja, la chanteuse principale de son groupe. Et quand sa fille de 16 ans, Julie, réapparaît soudainement dans sa vie, il doit surmonter ses faiblesses.

## Distribution

### Personnages principaux
- André Holland : Elliot Udo, le pianiste et co-directeur du club The Eddy
- Amandla Stenberg : Julie Udo, la fille d'Elliot
- Leïla Bekhti : Amira, la femme de Farid
- Joanna Kulig : Maja, la chanteuse de The Eddy
- Randy Kerber : Randy, le pianiste de The Eddy
- Damian Nueva Cortes : Jude, le contrebassiste de The Eddy
- Ludovic Louis : Ludo, le trompettiste de The Eddy
- Jowee Omicil : Jowee, le saxophoniste de The Eddy
- Lada Obradovic : Katarina, la batteuse de The Eddy

### Personnages secondaires
- Adil Dehbi : Sim, le rappeur et petit-ami de Julie
- Sopico : Tarif, le rappeur et bassiste, leader d'un groupe émergent
- Benjamin Biolay : Franck Levy, le producteur de musique
- Léonie Simaga : Commandant Keïta
- Vincent Heheine : Martin, l'adjoint de Keïta
- Tahar Rahim : Farid, le trompettiste et co-directeur du club The Eddy

### Personnages récurrents
- Elyes Aguis : Adam, le fils d'Amira et Farid
- Hajar Chafik : Inès, la fille d'Amira et Farid
- Alexis Manenti : Zivko
- Dhafer El Abidine : Sami Ben Miled
- Ouassini Embarek : Paplar, le frère d'Amira
- Bilal Darai : Fake Jersey Seller, le vendeur de contrefaçons
- Melissa George : Alison Jenkins, l'ex-femme d'Eliott et mère de Julie
- Louis Moutin : Éric Balmont, le batteur remplaçant de The Eddy
- Jisca Kalvanda : Habiba, l'ex de Jude
- Noé Stanic : Andrej
- Afida Tahri : Amal, la grand-mère de Sim
- Tchéky Karyo : Daniel Perrin
- Annie Mercier : Bette, l'agent de Maja

## Épisodes
1. Elliot (réalisé par Damien Chazelle)
2. Julie (réalisé par Damien Chazelle)
3. Amira (réalisé par Houda Benyamina)
4. Jude (réalisé par Houda Benyamina)
5. Maja (réalisé par Laïla Marrakchi)
6. Sim (réalisé par Laïla Marrakchi)
7. Katarina (réalisé par Alan Poul (en))
8. The Eddy (réalisé par Alan Poul (en))